# Antonio Satriano
Antonio Satriano (Locri, 30 oktober 2003) is een Italiaanse voetballer die doorgaans als centrumspits speelt. Hij komt uit voor AC Renate, dat hem huurt van Heracles Almelo.

## Carrière
De Italiaanse spits werd in 2018 door AS Roma overgenomen van Crotone. Hij speelde in de Romeinse jeugdopleiding voor diverse jeugdteams. In het seizoen 2022/2023 kwam hij namens AS Roma O19 uit in de Campionato Primavera 1. Hierin wist hij negen keer te scoren in twaalf wedstrijden en tevens gaf hij 2 assists.
Op 12 januari 2023 maakte hij zijn officiële debuut in het shirt van Heracles Almelo tijdens de bekerwedstrijd tegen Go Ahead Eagles. In de 72e minuut verving hij Samuel Armenteros. Op 13 februari 2023 mocht hij voor het eerst starten als basisspeler in de uitwedstrijd tegen MVV Maastricht. Deze wedstrijd werd gewonnen met 0-2. In de 89e minuut werd hij gewisseld voor Ismail Azzaoui.  
Zijn eerste goal op het hoogste niveau maakte hij op 17 februari 2023. Hij maakte de 1-0 tegen Willem II op aangeven van Emil Hansson. De wedstrijd eindigde uiteindelijk in een 1-1 gelijkspel. In maart 2023 mocht hij mee met Italië O20 in het kader van U20 Elite League voor 2 wedstrijden tegen Noorwegen O20 en Duitsland O20. Beide wedstrijden kwam hij niet in actie. Tijdens de warming-up voor het duel tegen Duitsland O20 haakte hij geblesseerd af. Later bleek een gebroken middenvoetsbeentje het einde van het seizoen van Satriano. Op 28 april 2023 won Heracles Almelo met 3-0 van Jong PSV. Door deze overwinning promoveerde Heracles, na één seizoen, weer terug naar de Eredivisie. Op 19 mei 2023 werd Satriano officiel kampioen van de Eerste Divisie met Heracles.     
Op 18 augustus 2023 maakte hij zijn debuut in de Eredivisie, tegen N.E.C. Het bleef dat seizoen echter bij één basisplek (tegen Excelsior Rotterdam) en vijf invalbeurten.     
In januari 2024 werd Satriano verhuurd aan AC Trento. Medio 2024 verkaste hij naar Casertana FC. In januari 2025 verhuurde Heracles hem aan AC Renate. Alle genoemde clubs komen uit in de Serie C.